# Eslovaquia en los Juegos Olímpicos de la Juventud 2018
Eslovaquia participó en los Juegos Olímpicos de la Juventud 2018 en Buenos Aires, Argentina, celebrados entre el 6 y el 18 de octubre de 2018. La delegación estuvo conformada por 33 atletas en 12 disciplinas y obtuvo una medalla dorada, una de plata y una de bronce en las justas.

## Deportes

### Atletismo
| Sexo | Atleta         | Evento           | Stage 1  | Stage 1 |
| Sexo | Atleta         | Evento           | Result   | Rank    |
| ---- | -------------- | ---------------- | -------- | ------- |
| M    | L'ubomir Kubis | 5000 m Race Walk | 21:10'94 | 8       |

## Medallero

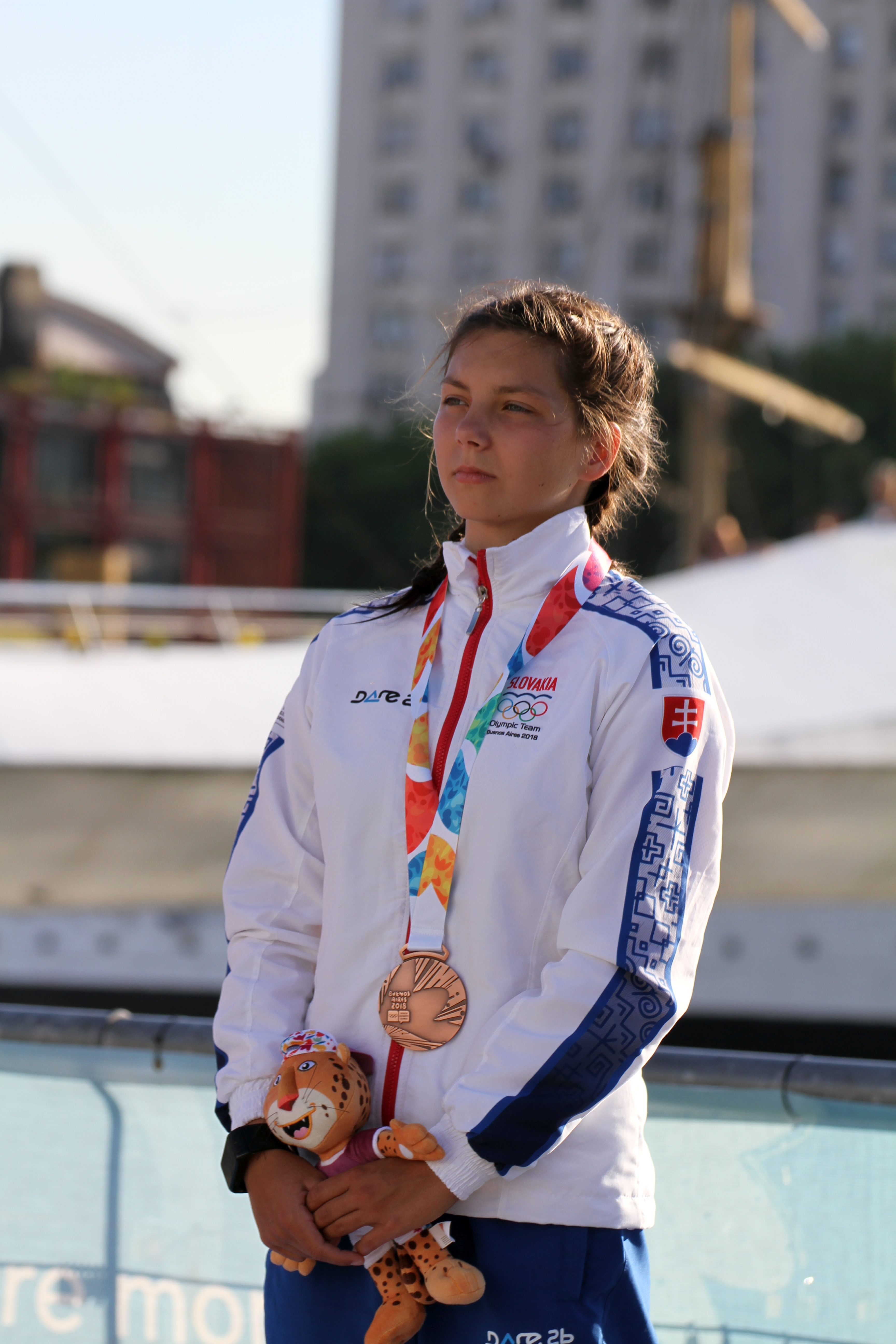
Emanuela Luknárová en la ceremonia de premiación de C1 Eslalon femenino.

| Medalla           | Nombre             | Deporte  | Evento              | Fecha  |
| ----------------- | ------------------ | -------- | ------------------- | ------ |
| Medalla de oro    | Emanuela Luknárová | Canotaje | K1 Eslalon femenino | 15 oct |
| Medalla de plata  | Katarína Pecsuková | Canotaje | K1 Sprint femenino  | 12 oct |
| Medalla de bronce | Emanuela Luknárová | Canotaje | C1 Eslalon femenino | 16 oct |

### General
| Presea        | Medalla de oro | Medalla de plata | Medalla de bronce | Total |
| ------------- | -------------- | ---------------- | ----------------- | ----- |
| TOTAL OFICIAL | 1              | 1                | 1                 | 3     |

## Competidores
| Deportes  | Hombres | Mujeres | Total |
| --------- | ------- | ------- | ----- |
| Atletismo | 1       |         | 1     |
| Total     | 1       |         | 1     |